# 12 Play
12 Play — дебютный студийный альбом американского R&B и соул исполнителя R. Kelly, выпущенный 9 ноября 1993 года лейблом Jive Records.
Сингл «Bump’n’Grin» побил рекорд пребывания на первом месте в ритм-энд-блюзовых чартах.

## Список композиций
Все песни исключая те, которые с комментариями, написаны R. Kelly
| №   | Название                                                      | Длительность |
| --- | ------------------------------------------------------------- | ------------ |
| 1.  | «Your Body's Callin'»                                         | 4:38         |
| 2.  | «Bump N' Grind»                                               | 4:16         |
| 3.  | «Homie Lover Friend»                                          | 4:22         |
| 4.  | «It Seems Like You're Ready»                                  | 5:39         |
| 5.  | «Freak Dat Body»                                              | 3:44         |
| 6.  | «I Like The Crotch On You»                                    | 6:37         |
| 7.  | «Summer Bunnies» (R. Kelly, R. Calhoun)                       | 4:14         |
| 8.  | «For You»                                                     | 5:01         |
| 9.  | «Back To the Hood Of Things» (R. Kelly, A. Young, C. Broadus) | 3:52         |
| 10. | «Sadie» (J. Jefferson, B. Hawes, C. Simmons)                  | 4:30         |
| 11. | «Sex Me, Pts. 1 & 2»                                          | 11:27        |
| 12. | «12 Play»                                                     | 5:55         |

## Участники записи
- Все песни были написаны, спродюсированы и аранжированы R. Kelly.
- Дополнительно в выпуске участвовали Timmy Allen над композициями «Your Body’s Calling», «Homie Lover Friend», «Summer Bunnies» и «12 Play».
- Исполнительный продюсер — Barry Hankerson.